# 布兰维尔
布兰维尔（法語：Brainville，法語發音：[bʁɛ̃vil]）是法国芒什省的一个市镇，属于库唐斯区。

## 地理
布兰维尔（49°5'10"N, 1°29'53"W）面积3.19 平方千米，位于法国诺曼底大区芒什省，该省份为法国西北部沿海省份，西、北、东北三面环大西洋，东起顺时针与卡爾瓦多斯省、奧恩省、马耶讷省和伊勒-维莱讷省接壤。
与布兰维尔接壤的市镇（或旧市镇、城区）包括：格拉托、拉旺德莱、滨海古维尔。

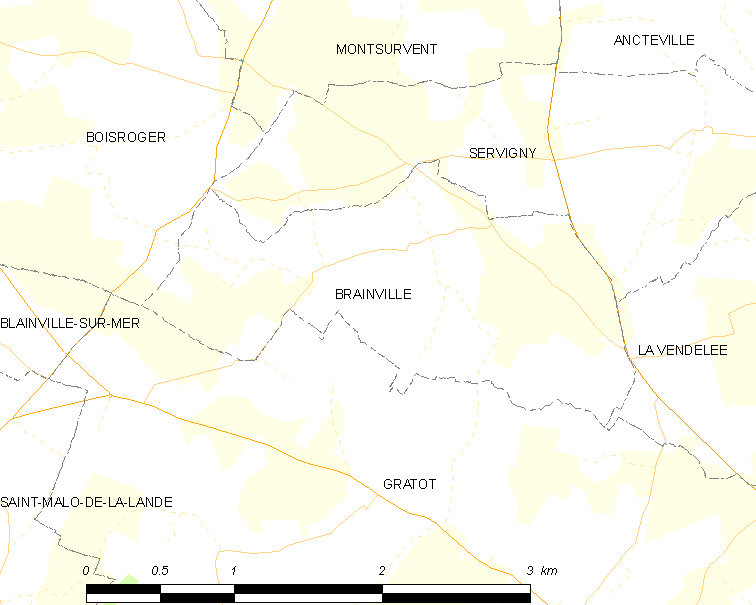
布兰维尔的OSM定位图

布兰维尔的时区为UTC+01:00、UTC+02:00（夏令时）。

## 行政
布兰维尔的邮政编码为50200，INSEE市镇编码为50072。

## 政治
布兰维尔所属的省级选区为库唐斯县。

## 人口

1962-2008年间布兰维尔人口变化图示

布兰维尔于2022年1月1日时的人口数量为213人。